# Übach-Palenberg
Übach-Palenberg is een stad in de Duitse deelstaat Noordrijn-Westfalen, gelegen in de Kreis Heinsberg, tegen de Nederlandse grens aan.

## Geografie

### Ligging
De stad telt 23.906 inwoners (31 december 2020) op een oppervlakte van 26,11 km². Naburige plaatsen zijn onder andere Erkelenz, Geilenkirchen, Heinsberg en de Nederlandse gemeente Landgraaf.
Door de gemeente stroomt het riviertje de Worm, dat plaatselijk de rijksgrens vormt met Nederland. Het kasteel Rimburg en de Rimburgermolen liggen op de rechteroever van de rivier. Historisch gezien horen ze bij het Nederlandse dorp Rimburg, maar sinds 1816 liggen ze op Duits grondgebied.
In de gemeente ligt een deel van de Teverener Heide die onderdeel is van het grensoverschrijdende Heidenatuurpark.

### Stadsdelen
De volgende plaatsen en plaatsjes hebben de status van Ortsteil van de gemeente Übach-Palenberg:
- Boscheln
- Frelenberg
- Holthausen
- Marienberg
- Palenberg
- Rimburg
- Scherpenseel
- Siepenbusch
- Stegh
- Übach
- Windhausen
- Zweibrüggen

## Afbeeldingen

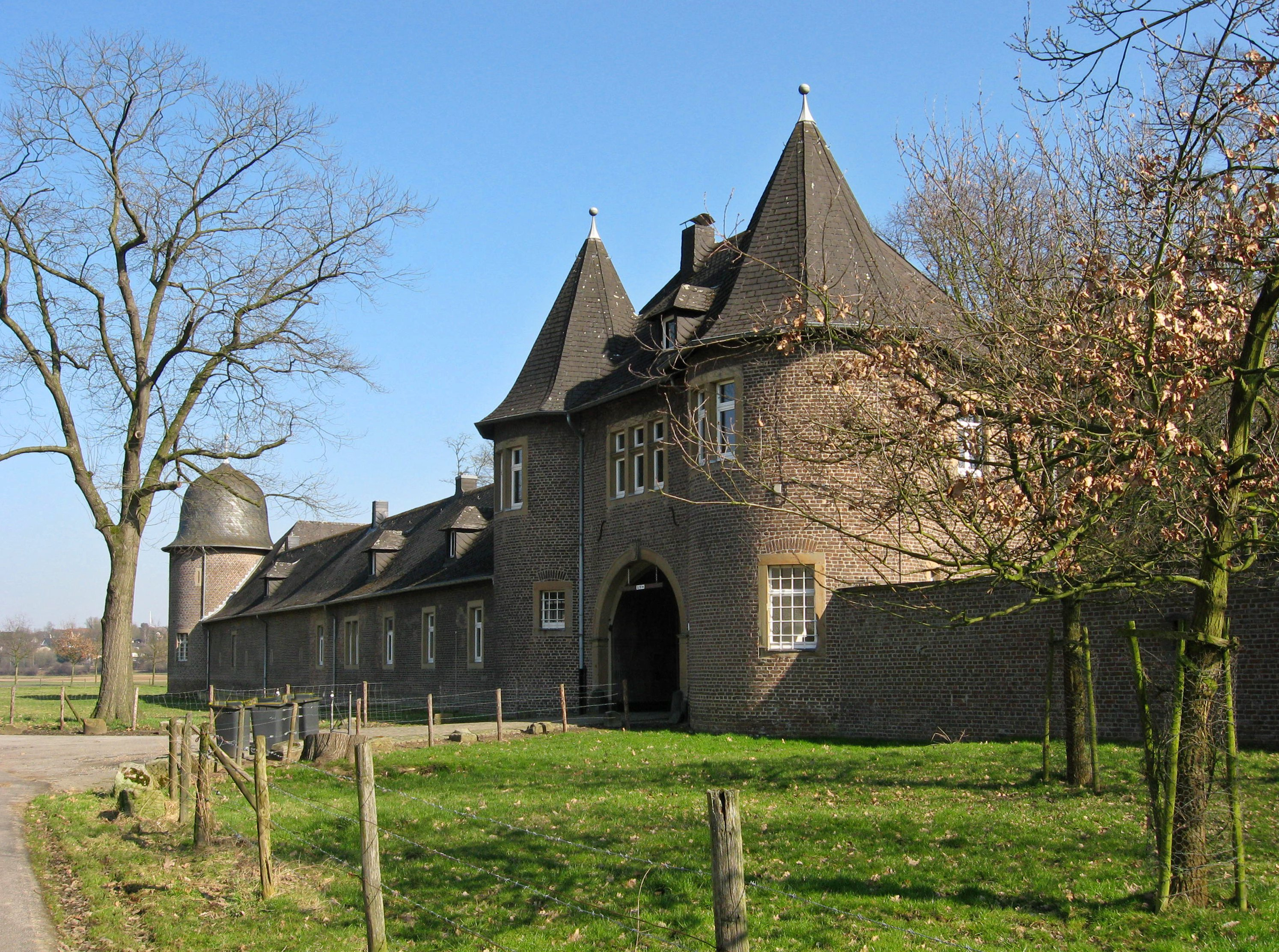
Kasteel Rimburg
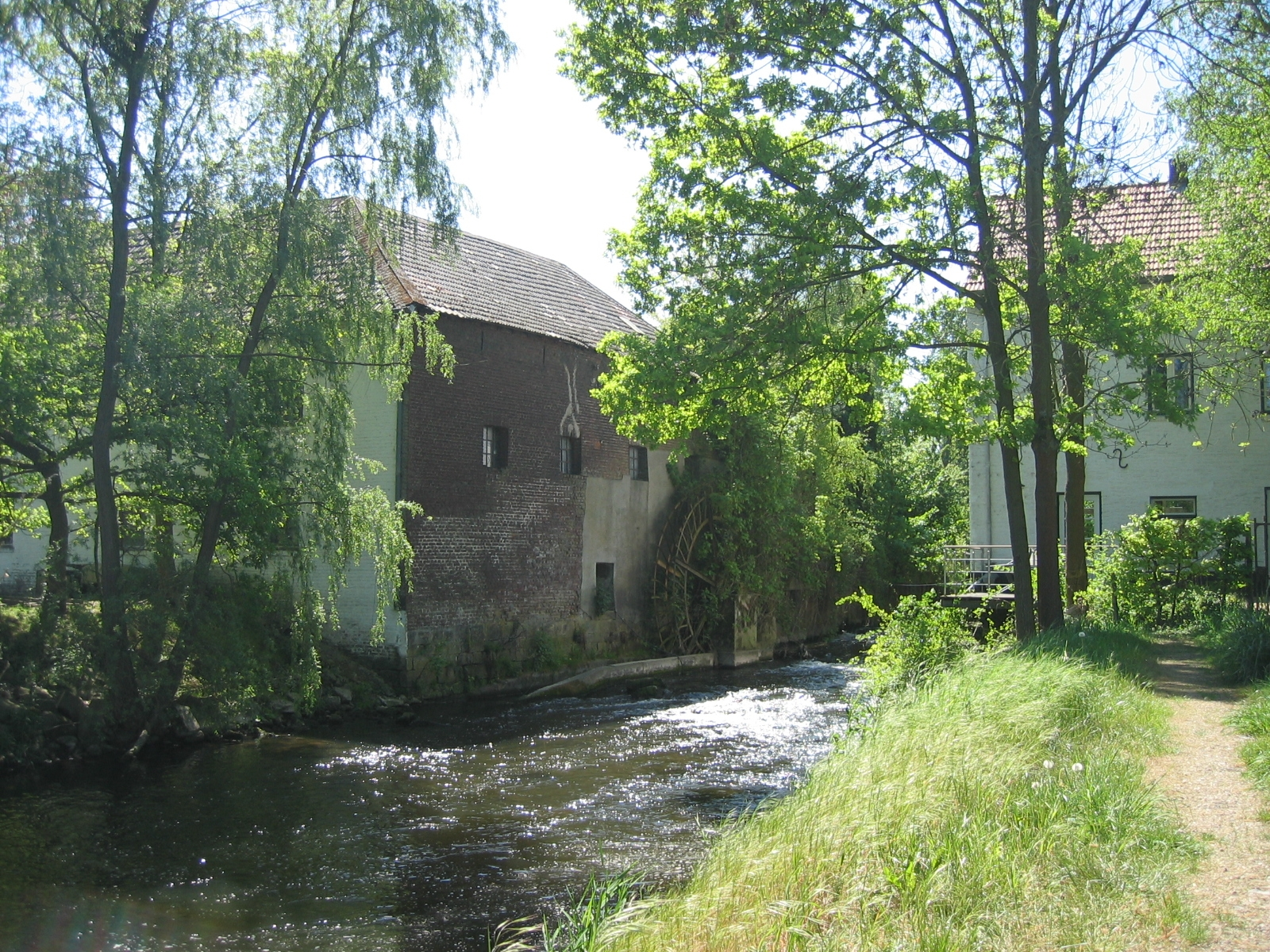
Rimburgermolen
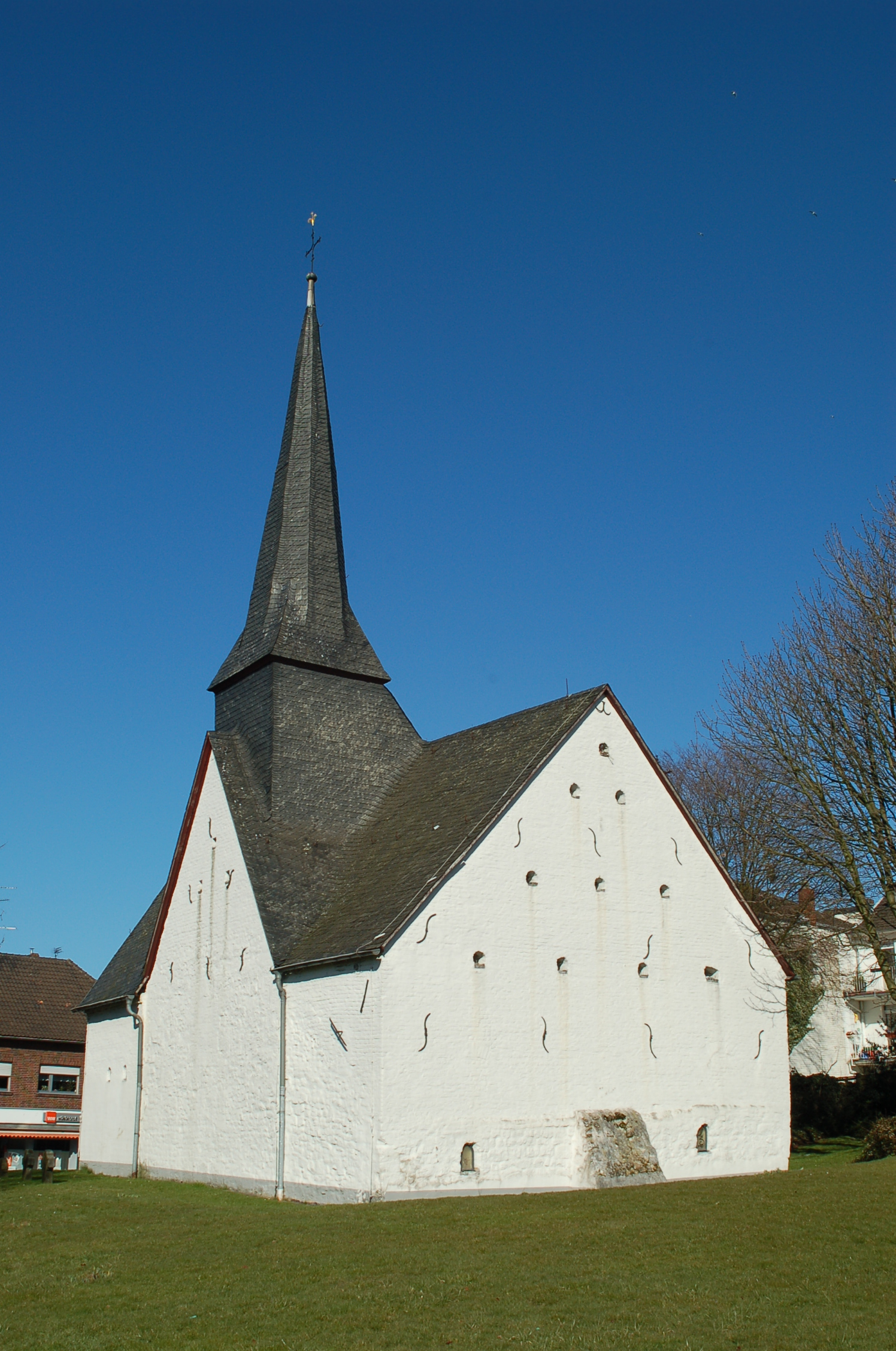
Karels- of Petruskapel
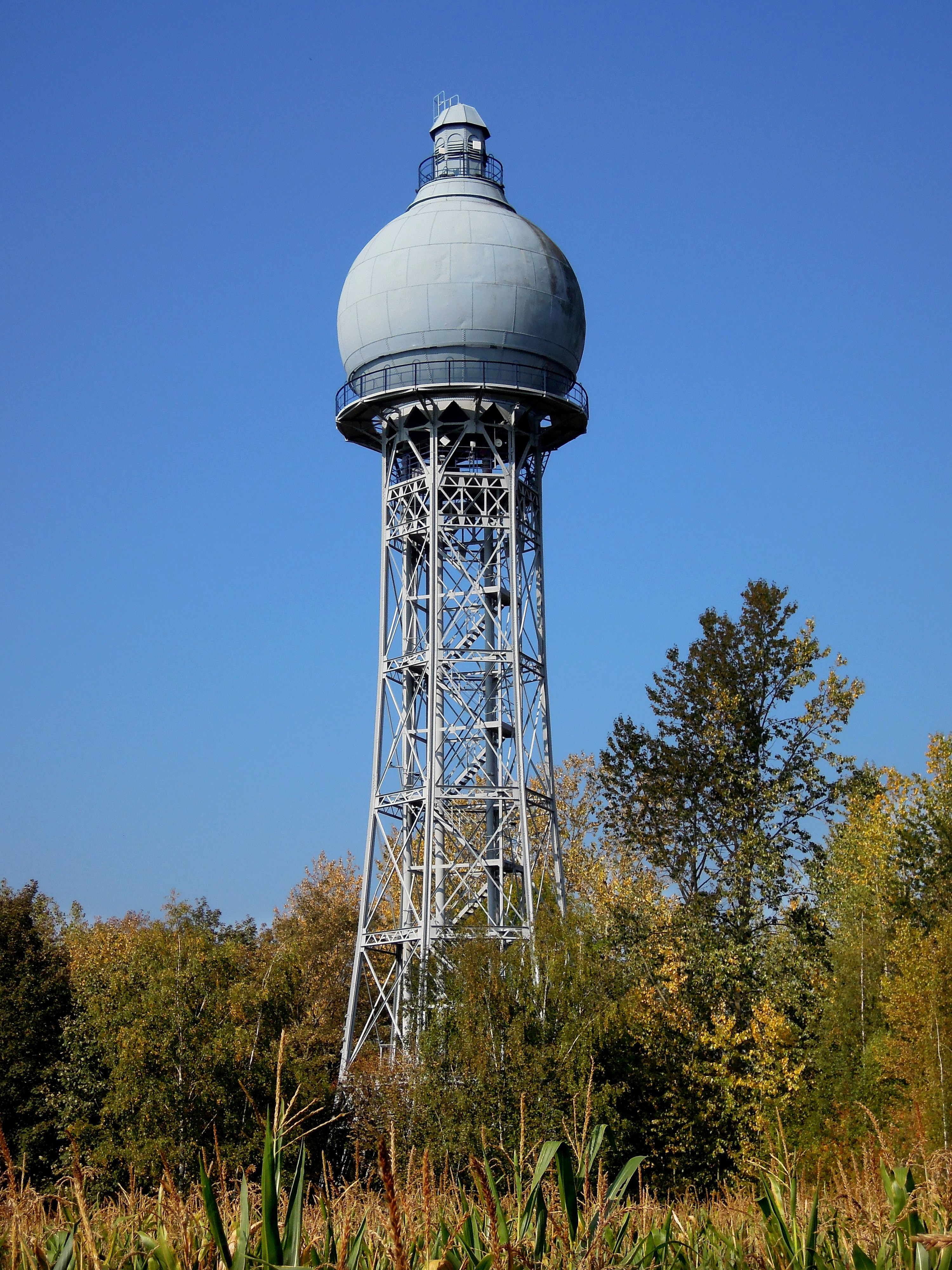
Watertoren
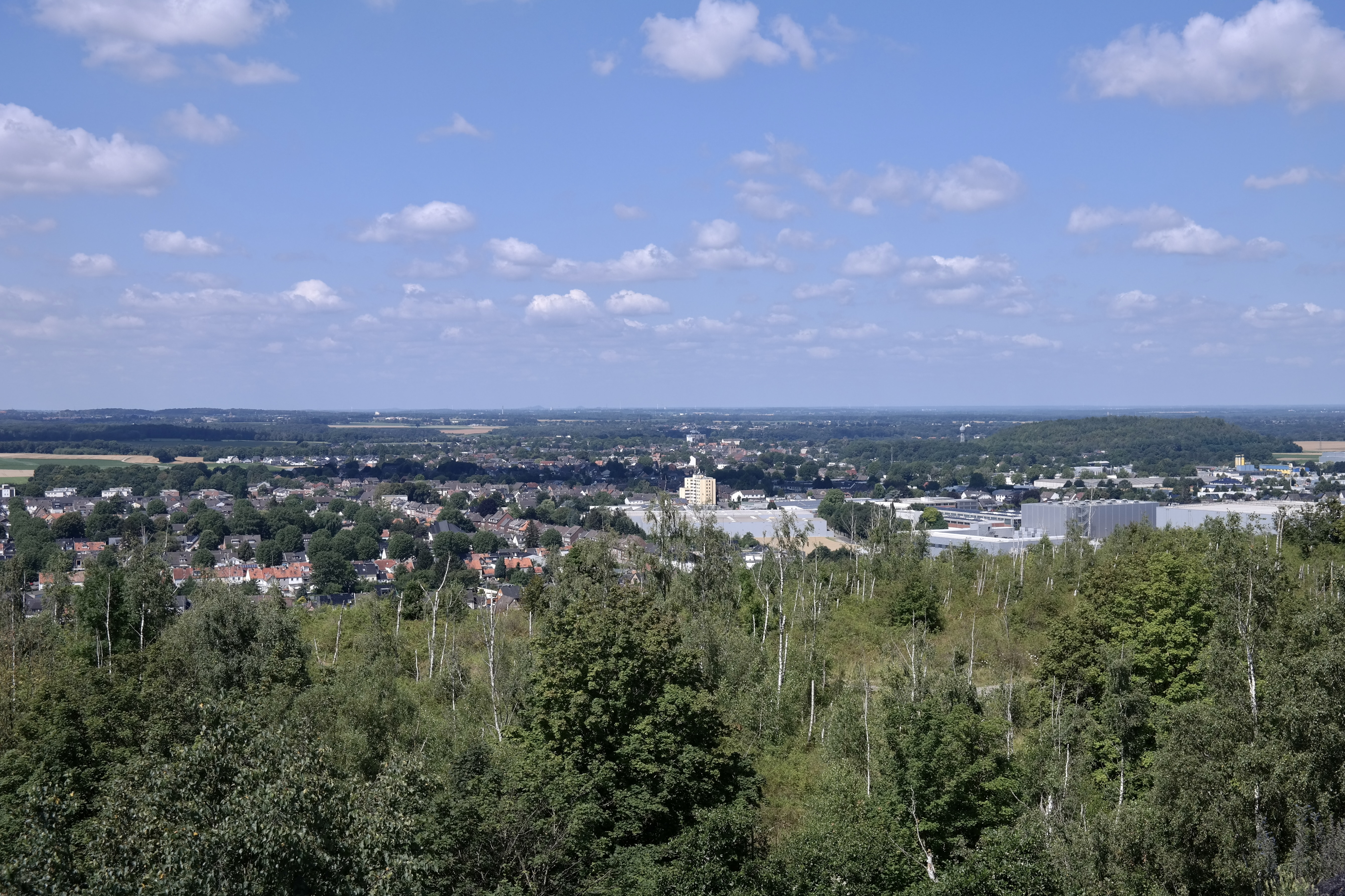
Zicht op Übach Palenberg vanaf mijnsteenberg Carl-Alexander in Baesweiler

Erkelenz · Gangelt · Geilenkirchen · Heinsberg · Hückelhoven · Selfkant · Übach-Palenberg · Waldfeucht · Wassenberg · Wegberg